# Thelypteris hottensis
Thelypteris hottensis är en kärrbräkenväxtart som först beskrevs av Carl Frederik Albert Christensen, och fick sitt nu gällande namn av Alan Reid Smith. Thelypteris hottensis ingår i släktet Thelypteris och familjen Thelypteridaceae. Inga underarter finns listade.